# Chinesische Rothörnchen
Die Chinesischen Rothörnchen (Sciurotamias) sind eine wenig bekannte Gattung der Hörnchen. Der Name stellt eine Beziehung zu den nordamerikanischen Rothörnchen her, für deren nahe Verwandte man sie früher hielt (siehe unten).
Man unterscheidet zwei Arten:
- Père-David-Rothörnchen (Sciurotamias davidianus), Mittelgebirge in Zentral-China
- Forrests Rothörnchen (Sciurotamias forresti), Yunnan

Forrests Rothörnchen wurde zuerst einer eigenen Gattung Rupestes zugeordnet, bevor man es mit dem Père-David-Rothörnchen in Sciurotamias vereinte.

## Allgemeines
Beide Arten bewohnen felsiges Bergland, wo sie eine ähnliche Lebensweise wie Streifenhörnchen zu führen scheinen. Sie können auf Bäumen klettern, nutzen diese Fähigkeit aber kaum jemals. Zum Ruhen verbergen sie sich in Felsspalten.
Chinesische Rothörnchen haben eine Kopfrumpflänge von 20 bis 25 cm, hinzu kommen 15 cm Schwanz. Das Père-David-Rothörnchen ist oberseits grau und unterseits weiß gefärbt. Die Augen sind von blassen Ringen umgeben. Das Forrests Rothörnchen ist graubraun gefärbt; von den Schultern läuft entlang den Flanken je eine weißliche und eine dunkelbraune Linie, die aber mitunter kaum erkennbar sind.

## Systematik
Der Gattungsname Sciurotamias drückt aus, dass diese Hörnchen eine Mittelstellung zwischen den Baumhörnchen (Sciurini) und den Streifenhörnchen (Tamias) einnehmen sollen; mit den nordamerikanischen Rothörnchen (Tamiasciurus) wurden sie lange in einer gemeinsamen Tribus Tamiasciurini vereint. Seit den 1960ern findet man sie auch manchmal zusammen mit den Streifenhörnchen in der Tribus Tamiini. Callahan und Davis nahmen 1982 umfangreiche morphologische Analysen vor und kamen wegen mancher Gemeinsamkeiten in den Geschlechtsorganen zu dem Schluss, dass Chinesische Rothörnchen mit den Riesenhörnchen (Ratufa) verwandt seien. Jüngere Systematiken hingegen ordnen sie gemeinsam mit den Streifenhörnchen der Tribus der Echten Erdhörnchen zu, zu der unter anderem auch Murmeltiere und Ziesel gezählt werden. Im Rahmen einer Revision der Streifenhörnchen wurde die Position innerhalb der Marmotini dagegen nicht unterstützt, wobei unklar ist, ob die Chinesischen Rothörnchen als Schwestertaxon der Marmotini oder in die Verwandtschaft der Baum- und Gleithörnchen (Sciurinae) gerückt werden.

## Belege
1. ↑  J. R. Callahan, R. Davis: Reproductive tract and evolutionary relationships of the Chinese rock squirrel, Sciurotamias davidianus. In: Journal of Mammalogy. Bd. 63, Nr. 1, 1982, S. 42–47.
2. ↑  Richard W. Thorington Jr., John L. Koprowski, Michael A. Steele: Squirrels of the World. Johns Hopkins University Press, Baltimore MD 2012; S. 298–300. ISBN 978-1-4214-0469-1
3. ↑  Bruce D. Patterson, Ryan W. Norris: Towards a uniform nomenclature for ground squirrels: the status of the Holarctic chipmunks. Mammalia 80 (3), Mai 2016; S. 241–251 doi:10.1515/mammalia-2015-0004